# Кристофър Укерман
Кристофър Укерман e мексикански певец, автор на песни и актьор, познат най-вече като член на поп-групата RBD.

## Биография
Кристофър Александър Луис Касияс Вон Укерман е роден на 21 октомври 1986 г. в Мексико Сити, Мексико. Кристофер развива кариера на актьор, певец, музикант, импресарио и композитор.
Син е на баща мексиканец, Виктор Мануел Касияс Ариас и майка шведка, Мари Кристина Александра фон Укерман Карлсон
Започва актьорската си кариера когато е на 2 години, участвайки в реклами. Той привлича вниманието на търговците в Мексико и САЩ, когато на единадесетгодишна възраст успява да спечели наградата El Águila Dorada за представени повече от 160 търговски артикула от две до единадесетгодишна възраст.
Кристофър започва кариерата си като модел на търговски стоки и се снима за кориците на списания за деца още на двегодишна възраст. След това получава възможност да постъпи в Центъра за детско актьорско майсторство Centro de Estudios Artísticos към Телевиса, а през 1999 печели кастинг сред хиляди деца за роля в успешната детска теленовела El diario de Daniela („Дневникът на Даниела“). През 2000 участва заедно с Белинда в „Приятели завинаги“ и в Aventuras en el tiempo, където играе първата си главна роля. Той композира и оригинална песен, която изпява заедно с Белинда и пуска диск с песните, които пее във филма. През 2003 участва заедно с Данна Паола във филма Amy, la nina de la mochila azul.
През 2004 г. Укерман е избран да участва в теленовелата Rebelde („Непокорните“), където изпълнява ролята на Диего Бустаманте, ученик в известното училище „Елитен път“, който мечтае да стане музикант. Успехът на тази продукция е толкова голям, че се снима продължение и вокалната група RBD, в която освен Кристофър участват и Дулсе Мария, Анаи Пуенте, Маите Перони и Кристиян Чавес, става реалност и извън сериала. RBD са записали 9 студийни албума на испански, португалски и английски. Продадени са 20 милиони техни албуми в света и 17 дигитални албуми. Групата е правила турнета в Мексико, различни южноамерикански страни (включително поругалоговореща Бразилия), Сърбия, Румъния, САЩ и Испания. Този филм му отваря вратите на славата, поставяйки началото на списание, на музикална група, на турнета, на телевизионната програма RBD: La familia. Пускат се различни стоки с неговия образ.RBD правят най-успешния латиноамерикански концерт в историята на Съединените щати. На 21 март 2006 заедно с другите от бандата пеят за повече от 63 000 зрители в Лос Анжелис, Калифорния. Повтарят същия успех и в други градове по света, например на „Маракана“ в Бразилия, на Националния стадион в Букурещ, Румъния, на „Висенте Калдерон“ в Мадрид и др.
През ноември 2010 излиза първият самостоятелн албум на Кристофер Somos.

### Импресарио
През 2005 заедно с приятели създава Ferbuss, предприятие за производство на бижута, като от продажбите се сформират фондове за подпомагане на институции за борба с рака.
През 2006, след преструктуриране Ferbuss се превръща във Vonego и на следващата година открива страница в Интернет, на която могат да се закупят златни и сребърни бижута, произведени във фабриката.

### Соло кариера
След разпадането на РБД Кристофър започва кариера на солист. Новият му сингъл Light up the world tonight, направен в Бразилия заедно с един приятел разказва за това, че трябва да живееш за момента. Песента е посрещната много добре, например в Испания, където се изкачва на № 1 в класациите на iTunes След това Кристофър започва да работи с продуцента Rudy Maya, които е продуцент на такива артисти като Риана.
През август 2009 е поканен да изпълни главната роля в първата латиноамериканска копродукция с високо качество: Kdabra. Сериалът е посрещнат много добре от латиноамериканската публика и се предвижда снимането на втори сезон, чието започване се предвижда през октомври 2010. Кристофър е имал възможността да напише главната песен в сериала, Vivir Sonando.
През 16 ноември излиза първият му самостоятелен албум като солист, за който самият той казва, че е „смес от електронна музика, минимализъм, алтернативна музика, класическо звучене, бийт и много експеримент“.
Първата песен от този албум със заглавие „Sinfonia“ прозвучава за първи път по радиата на 2 септември и представлява едно новаторско и програмно парче от стила „алтернативен поп“, с използване на цигулки и барабани, в което вон Укерман в голяма степен доказва своя талант. Автори на песента са Jodi Marr и George Noriega.
Кристофър казва в едно свое интервю, че околната среда е много важна за него и за да получи вдъхновение за своята музика трябва да е заобиколен от цветове и предмети и разкрива, че има синестезия, т.е. че чува музика, когато гледа цветове, и както са му разказвали, имал това от малък.
Само няколко часа след излизането на сингъла му Somos той се изкачва на 4 място в iTunes в Мексико, на 9 в Испания.
През януари 2011 се очаква да излезе вторият му сингъл Apaga La Maquina.

### Турнета
През юни Кристофър направи малко турне из Бразилия, съпроводено с раздаване на автографи на своите почитатели, на които достави радост с изпълнението на своя сингъл и на други песни, и по специално версията на испански на песента Can,t Help Falling in Love на Елвис Пресли, с испанско заглавие: Me enamoro de ti. Турнето пожъна голям успех

### „Кадабра“
През август 2009 Кристофър е извикан на кастинг за ролята на Лука в сериала Kdabra, след което заминава на снимки в Богота, Колумбия.
Кадабра е филм, пълен с интриги и объркани ситуации, където всяка серия води зрителя към следващата, за да се стигне до кулминацията на мистерията, където всички въпроси получават своите отговори.
Персонажът Лука е младеж на 17 години, избягал от една религиозна общност, който върши измами, които привидно нямат рационално обяснение.
През ноември 2010 Укерман отново замина за Колумбия за снимките на втория сезон на Kdabra, който трябва да е готов за първото полугодие на 2011.

### Занимания
Укерман се е посветил на скейтбординга, в който показва завидни умения и ловкост и за чието популяризиране в Латинска Америка допринася. Кристофър се е занимавал за развлечение и с испанския народен танц Запатеадо (танц с потропване на токове, подобен на фламенкото).

### Вонди
По време на турнетата на РБД техните почитатели решават да кръстят двойката Кристофер и Дулсе Мария с едно общо име. Така се създава Vondy: от вон Укерман von Uckermann и Канди Candy /английската дума за Дулсе, което означава „Сладката“/
Любовта на тази двойка се ражда в сериала „Непокорните“. Феновете страдат, плачат и се радват заедно с персонажите Роберта Пардо и Диего Бустаманте. Емоцията на феновете се засилва, когато двойката се целува на концертите на РБД. В сериала „РБД: семейството“ Дулсе и Кристофър продължават да играят ролята на влюбена двойка, което радва много техните фенове.

## Дискография

### Музикални записи след RBD
- Дневникът на Даниела 1999 г.
- Приятели завинаги 2000 г.
- Приключения във времето 2001 г.
- Приключения във времето на живо 2001 г.

### Сингли
- 2009 Light Up The World Tonight
- 2010 Vivir Soñando
- 2010 Sinfonía
- 2011 Apaga La Máquina

### Турнета
- 2009 El Movimiento
- 2010 ShowCase Kdabra
- 2011 Представяне на „Somos“ на световно турне

## Награди
През 2009 Кристофър заема първо място в испанската класацията „50 те най-красиви“
Печели наградите на:
- El Aguila Dorada през 1997 г.
- На Телевиса за деца през 2002 г.
- На Premios People en Espanol през 2009 г.

До 2009 има 11 номинации за призови места